# Armel Roussel
Armel Roussel (né en 1971 à Paris) est un metteur en scène français installé en Belgique. Il est directeur de la compagnie {e}utopia et enseignant à l'Institut national supérieur des arts du spectacle (INSAS) . Il a également donné des stages et workshop en Belgique, France, Suisse, Sénégal, Roumanie, Togo, Japon, Inde... et est intervenu ponctuellement dans les écoles françaises  du TNB, du TNS, et du CNSAD .
Il travaille régulièrement sur des mises en voix de textes contemporains pour la scène ou la radio; il a dirigé notamment la plupart des mises en voix pour les cycles de lecture "Ca va, ça va le monde" de RFI au Festival d'Avignon - programme In - 2016, 2017, 2018, 2019, 2021, 2022, 2023, 2024, 2025. 
Ses spectacles ont été présentés à Bruxelles, au Théâtre Varia, au Kaaitheater, au théâtre Les Tanneurs, au KunstenFESTIVALdesArts, au KVS, aux Brigittines, à l'ancienne école des vétérinaires d'Anderlecht, au Théâtre national de Belgique, au Théâtre Le Public, au Théâtre de Poche, au Centre dramatique national de Gennevilliers, au Centre dramatique de Normandie, au Centre dramatique du Limousin, au Teatro Central de Séville, au Culturgest de Lisbonne, au Lieu unique de Nantes, à l'Arsenic de Lausanne, à la Scène nationale de Châlons-en-Champagne, à la Maison de la Culture de Bourges, au Festival des Francophonies en Limousin, au Théâtre de la Place (Liège), au Manège (Mons), à la Maison de la Culture d'Amiens, au Théâtre de Namur, au Théâtre du Grütli (Genève), à La Filature (Mulhouse, au Théâtre national de Belgique (Bruxelles), au Théâtre de Vanves, au Centre Dramatique National de Haute-Normandie, à Dramaturgie en Dialogues (Montréal), au CDN de Thionville-Lorraine, au Théâtre d'Aujourd'hui (Montréal), au Théâtre Paris-Villette, au Vaba Lava Center de Tallinn (Estonie), au Monodrama Festival (Luxembourg), au Théâtre de La Tempête (Paris), au Théâtre du Nord (Lille)...
Il a été en résidence au Théâtre Varia - Bruxelles de 1998 à 2009, puis artiste associé au Théâtre les Tanneurs - Bruxelles de 2009 à 2017 puis de 2018 à 2021. Il est membre du conseil d'administration du Théâtre Les Tanneurs depuis 2022.  
Depuis 2022, il est artiste associé du Théâtre Varia (Bruxelles) et au Théâtre du Nord (Lille) et un des parrains/marraines des promotions 7 (2021-2024) et 8 (2024-2027) de l'Ecole du Nord.  

## Principaux spectacles
- 1996 : Roberto Zucco de Bernard-Marie Koltès
- 1998 : Les Européens de Howard Barker
- 1999 : Artefact d'Armel Roussel, mis en scène par Karim Barras
- 2000 : Enterrer les morts/Réparer les vivants d'après Platonov d'Anton Tchekhov
- 2001 : Armageddon, je m'en fous, création (courte forme)
- 2002 : Notre besoin de consolation est impossible à rassasier de Stig Dagerman
- 2004 : Hamlet (version athée) de William Shakespeare
- 2005 : Pop ?, création
- 2006 : And Bjork of course de Thorvaldur Thorsteinsson
- 2007 : Fucking Boy, création
- 2009 : Si demain vous déplaît…, création
- 2010 : Nothing Hurts de Falk Richter
- 2010 : Ivanov Re-Mix d'après Anton Tchekhov
- 2011 : Kuddul Tukki, création (courte forme)
- 2012 : Angels in America de Tony Kushner. (Production sortie Insas)
- 2013 : La Peur, création
- 2013 : Mélo, création (work in progress)
- 2013 : Rearview de Gilles Poulin-Denis
- 2014 : YukonStyle de Sarah Berthiaume.
- 2014 : Après La Peur (work in progress)
- 2015 : Ondine (démontée) d'après Jean Giraudoux et après Isabelle Adjani.
- 2015 : Villa Dolorosa de Rebekka Kricheldorf. (Production sortie Insas)
- 2015 : Après La Peur (création)
- 2017 : Eddy Merckx a marché sur la lune de Jean-Marie Piemme.
- 2018 : L'Éveil du printemps de Frank Wedekind.
- 2019 : Long live the life that burns the chest. Création avec Jarmo Reha.
- 2021: Ether/After, création (reportée en 2022)
- 2021: Feu de camp, création,  performance (reportée en 2022)
- 2021: Dernières visions, création, courte forme (reportée en 2022)
- 2021 : Dans l'Air, d'après Violentes Femmes de Christophe Honoré (Production sortie Insas).
- 2022 : Baal de Bertolt Brecht.
- 2025 : Soleil - Face A d'après Raymond Carver.
- 2025 : Soleil - Face B d'après Raymond Carver.

## Récompenses
- 1997 : Prix du Théâtre. Nomination metteur en scène pour Roberto Zucco
- 1999 : Prix du Théâtre. Nomination scénographe pour Les Européens
- 2005 : Prix du Théâtre. Nomination acteur (Vincent Minne) et metteur en scène pour Hamlet
- 2009 : Prix de la critique. Prix du spectacle pour Si demain vous déplaît….
- 2011 : Prix de la critique. Nomination Acteur (Nicolas Luçon) et spectacle pour Ivanov Re/Mix
- 2012 : Prix de la critique. Nomination Espoir (Pierrick de Luca) pour Nothing Hurts
- 2014 : Prix de la critique. Nomination Espoir (Romain Cinter) pour Rearview.
- 2015 : Prix de la critique. Nomination Acteur (Yoann Blanc) et Actrice (Sophie Sénécaut) pour Ondine (démontée)
- 2016 : Prix de la critique. Nomination Découverte pour Safari (comme un teen movie) issu d' Après La Peur.
- 2018 : Prix de la critique. Belgique. Nomination spectacle. « L’Eveil du Printemps ». Nomination acteur « Nicolas Luçon » pour « L’Eveil du Printemps ». Nomination Espoir masculin « Tom Adjibi » pour « Eddy Merckx a marché sur la lune ».